# 全日本自治団体労働組合公営競技評議会
全日本自治団体労働組合公営競技評議会（ぜんにほんじちだんたいろうどうくみあいこうえいきょうぎひょうぎかい、略称：自治労公営競技評（じちろうこうえいきょうぎひょう））は、全日本自治団体労働組合（自治労）内の評議会組織である。かつては、全国競走労働組合（ぜんこくきょうそうろうどうくみあい、略称：全競労（ぜんきょうろう））という産別組織であった。

## 概要
加入労働者の業種は公営競技（競馬、競輪、競艇、オートレース）で、主に窓口や審判を務める労働者である。

## 歴史
公営競技労組は1955年に豊中競輪労働組合に端を発する。以降、近畿地方を中心に組合が結成。当初、これらの単位組合は自治労に加盟していた。元々、公営競技は戦災からの復興や自治体の財政健全化のためのものであったため、いつかは廃止されるべきもので、その対策として労働組合が結成されたという経緯がある。その後、独自の全国組織として全国競走労働組合が1961年に結成。1978年9月1日、日本労働組合総評議会（総評）に加盟した。総評解散後は日本労働組合総連合会（連合）に加盟。
独立後も自治労とは協力関係を築き、両者の関係は概ね良好であった。また、全競労は劣悪な労働条件の改善に大きな寄与をしており、定期昇給や退職金、年次有給休暇、育児休業、公務員に定年制が導入されるのに先駆けて65歳定年を獲得などが挙げられる。これらは当時としては先進的であった。
しかし1990年代以降、公営競技は衰退の一途をたどり、組織も縮小していく。近年の運動のほとんどを雇用の確保などの防衛運動が占めている。その中で、自治労との再合流にたどり着き、自治労は2002年8月23日の第73回定期大会で、全競労は9月4日の第43回定期大会で組織統合を決定。翌5日に自治労と組織統合、全競労評議会を組織した。
その後、全競労評議会は公営競技評議会に改組された。

## 加盟組合
- 茨城県本部
  - 取手競輪労働組合（取手競輪場）
- 千葉県本部
  - 松戸競輪労働組合（松戸競輪場）
  - 千葉競輪労働組合（千葉競輪場）
- 埼玉県本部
  - 埼玉県競走労働組合（大宮競輪場、西武園競輪場、戸田競艇場、川口オートレース場）
  - 浦和競馬労働組合（浦和競馬場）
- 東京都本部
  - 日本モーターボート競走会労働組合（日本モーターボート競走会）
  - 東京競輪労働組合（立川競輪場、京王閣競輪場）
  - 多摩川競艇労働組合（多摩川競艇場）
  - 江戸川競艇労働組合（江戸川競艇場）
  - 平和島競艇労働組合（平和島競艇場）
  - 大井競馬労働組合（大井競馬場）
- 神奈川県本部
  - 神奈川競輪競馬労働組合（川崎競輪場、川崎競馬場）
  - 湘南競輪労働組合（平塚競輪場、小田原競輪場）
- 静岡県本部
  - 伊東競輪労働組合（伊東温泉競輪場）
  - 静岡競輪労働組合（静岡競輪場）
- 愛知県本部
  - 全競労蒲郡競艇労働組合（蒲郡競艇場）
  - 常滑競艇労働組合（常滑競艇場）
  - 名古屋競馬労働組合（名古屋競馬場）
- 三重県本部
  - 津競艇労働組合（津競艇場）
- 福井県本部
  - 福井競輪労働組合（福井競輪場）
  - 三国競艇労働組合（三国競艇場）
- 滋賀県本部
  - びわこ競走労働組合（びわこ競艇場）
- 京都府本部
  - 京都競輪労働組合（京都向日町競輪場）
- 奈良県本部
  - 奈良競輪労働組合（奈良競輪場）
- 和歌山県本部
  - 自治労全競労評議会和歌山県公営競走労働組合（和歌山競輪場）
- 大阪府本部
  - 関西競走労働組合（岸和田競輪場）
  - 住之江競艇労働組合（住之江競艇場）
- 兵庫県本部
  - 尼崎競艇労働組合（尼崎競艇場）
  - 阪神公営競走労働組合（園田競馬場、姫路競馬場）
- 広島県本部
  - 広島競輪労働組合（広島競輪場）
  - 宮島競艇労働組合（宮島競艇場）
  - 宮島競艇施行組合職員労働組合（宮島競艇施行組合）
  - 全競労WINS広島労働組合（日本中央競馬会ウインズ広島）
- 徳島県本部
  - 鳴門競艇労働組合（鳴門競艇場）
- 高知県本部
  - 高知競輪競馬労働組合（高知競輪場、サテライト南国、高知競馬場、パルス高知、パルス宿毛）
- 愛媛県本部
  - 松山競輪労働組合（松山競輪場）
- 山口県本部
  - 山陽オート労働組合（山陽オートレース場）
- 福岡県本部
  - 福岡競艇場労働組合（福岡競艇場）
  - 芦屋競艇労働組合（芦屋競艇場、ボートピア勝山、ボートピア高城）
  - 飯塚オート労働組合（飯塚オートレース場）
- 佐賀県本部
  - 唐津競艇場労働組合（唐津競艇場、ボートピア三日月）
- 長崎県本部
  - 大村競艇場労働組合（大村競艇場）